# Fernando César
Fernando César Pereira (Portugal, 7 de novembro de 1917 – Viseu) foi um compositor português.
Uma de suas primeiras composições gravadas foi em 1954, o samba-canção "Foi Você", em parceria com G. Bianchi, gravado por Bill Farr, pela Continental.
Em 1973, sua música "Marcianita", ganhou uma versão para o rock e gravada por Raul Seixas no LP Os 24 Maiores Sucessos da Era do Rock.
De toda sua carreira, teve mais de cem músicas gravadas.